# La Lista del Pueblo
La Lista del Pueblo (dallo spagnolo: La Lista del Popolo) è una coalizione politica cilena di sinistra populista composta da indipendenti, costituitasi all'indomani del plebiscito del 2020, indetto per determinare se, e in quali forme, redigere una nuova costituzione.
La genesi della nuova formazione politica si inserisce nel quadro delle proteste del 2019-2020: inizialmente legate alle politiche del governo di Sebastián Piñera, le proteste hanno poi assunto una portata più generale, ricollegandosi alla questione delle diseguaglianze sociali e all'esigenza, avvertita in ampi strati della popolazione, di dotare il Paese di una nuova Carta costituzionale, superando così la Costituzione del 1980 (risalente alla dittatura di Augusto Pinochet e rimasta in vigore, sebbene più volte emendata).
In occasione delle elezioni costituenti del 2021 il movimento ha ottenuto il 16,24% dei voti, piazzandosi dietro ai conservatori di Vamos por Chile e alla coalizione di sinistra Apruebo Dignidad.

## Le elezioni costituenti del 2021
Il movimento ha concorso alle elezioni costituenti del 2021 presentandosi con insegne diverse a seconda delle circoscrizioni. Nella specie:
- E. Pueblo Unido Tarapacá - Tarapacá (5.978 voti);
- G. Insulares e Independientes - parte di Los Lagos (26.909);
- J. Elige La Lista del Pueblo - parte dell'Araucanía (25.617);
- N. La Lista del Pueblo Distrito 9 - parte di Santiago (74.163);
- Q. Lista del Pueblo Transformando Desde El Willi - parte di Los Lagos (6.642);
- S. Independientes Distrito 6 + Lista del Pueblo - parte di Valparaíso (54.240);
- WD. Lista del Pueblo - Movimiento Territorial Constituyente - Coquimbo (58.516);
- WJ. Asamblea Constituyente Atacama - Atacama (18.424);
- XC. A Pulso, Por el Buen Vivir - Aysén (5.043);
- XD. Lista del Pueblo-Ríos Independientes - Los Ríos (15.344);
- XJ. Fuerza Social De Ñuble, La Lista del Pueblo - Ñuble (32.364);
- XT. Movimiento Social Constituyente / La Lista del Pueblo - parte di Santiago (35.518);
- YL. La Lista del Pueblo Distrito 12 - parte di Santiago (68.242);
- YP. La Lista del Pueblo 100% Independientes - Libertador (35.120);
- ZD. La Lista del Pueblo Maule Sur - parte del Maule (35.869);
- ZE. Movimiento Social La Lista del Pueblo - parte dell'Araucanía (8.858);
- ZI. Coordinadora Social de Magallanes - Magellano e Antartide Cilena (9.510);
- ZN. La Lista del Pueblo, nonché La Lista del Pueblo Distrito 14 - 5 circoscrizioni (411.551), ossia Antofagasta (25.993), parte di Valparaíso (67.319), parte di Santiago (254.300), parte del Maule (28.840), Bío Bío (35.099).

## Risultati
| Elezione         | Voti    | %     | Seggi    |
| ---------------- | ------- | ----- | -------- |
| Costituenti 2021 | 927.908 | 16,24 | 26 / 138 |